# 4786 Tatianina
4786 Tatianina (1985 PE2) là một tiểu hành tinh vành đai chính được phát hiện ngày 13 tháng 8 năm 1985 bởi N. S. Chernykh ở Nauchnyj.